# オールド・ラング・サイン
「オールド・ラング・サイン」（もしくは「オールド・ラング・ザイン」、Auld Lang Syne ）は、スコットランドの民謡。主に英語圏の国では年越しにこの曲を歌うことが一般的になっている。日本では「蛍の光」の原曲として知られる。
スコットランドの人々と深く結びつき、正式国歌制定をめぐる議論では、いつも候補に取りざたされる。
スコットランドでは、早くから、ホグマネイと呼ばれる年越しの祭りでダンスと共に歌われるようになり、大晦日の伝統行事となった。
他国においても、年越し・年忘れの曲として大晦日の夜から元旦に歌われるようになり、近年では、葬式、閉会式、ボーイスカウト・ガールスカウトの集会の最後などでも歌われている。
1997年の香港返還式典で歌われたほか、2020年1月29日には、イギリスの欧州連合離脱をめぐり、欧州議会が離脱協定案を可決すると、欧州議会議員らは総立ちになってこの歌の大合唱となった。

## タイトル
オールド・ラング・サイン Auld Lang Syne はスコットランド語で、英訳すると逐語訳では old long since、意訳では times gone byあるいはfor old times' sake となる。日本では「久しき昔」などと訳す。

## 曲
作曲者不詳。日本でいうヨナ抜き音階と同じ音階による旋律である。

## 歌詞
歌詞を現在伝わる形にしたのは、スコットランドの詩人のロバート・バーンズである。
従来からの歌詞を下敷きにしつつ、事実上彼が一から書き直している。この歌詞は、旧友と再会し、思い出話をしつつ酒を酌み交わすといった内容である。
こうして採譜された「オールド・ラング・サイン」には、ハイドンやベートーヴェン、シューマンといった著名な作曲家たちも伴奏を付けたり編曲したりしている。
|    | 原詞                                                            | 大意                                                                   |
| -- | --------------------------------------------------------------- | ---------------------------------------------------------------------- |
| 1. | Should auld acquaintance be forgot, and never brought to mind ? | 旧友は忘れていくものなのだろうか、                                     |
| 1. | Should auld acquaintance be forgot, and days of auld lang syne  | 古き昔も心から消え果てるものなのだろうか。                             |
| 1. | CHORUS:                                                         | コーラス:                                                              |
| 1. | For auld lang syne, my dear, for auld lang syne,                | 友よ、古き昔のために、                                                 |
| 1. | we'll tak a cup o' kindness yet, for auld lang syne.            | 親愛のこの一杯を飲み干そうではないか。                                 |
| 2. | And surely ye'll be your pint-stoup ! And surely I'll be mine ! | 我らは互いに杯を手にし、いままさに、                                   |
| 2. | And we'll tak a cup o' kindness yet, for auld lang syne.        | 古き昔のため、親愛のこの一杯を飲まんとしている。                       |
| 2. | (CHORUS)                                                        | （コーラス）                                                           |
| 3. | We twa hae run about the braes, and pou'd the gowans fine ;     | 我ら二人は丘を駈け、可憐な雛菊を折ったものだ。                         |
| 3. | But we've wander'd mony a weary fit, sin' auld lang syne.       | だが古き昔より時は去り、我らはよろめくばかりの距離を隔て彷徨っていた。 |
| 3. | (CHORUS)                                                        | （コーラス）                                                           |
| 4. | We twa hae paidl'd in the burn, frae morning sun till dine ;    | 我ら二人は日がら瀬に遊んだものだ。                                     |
| 4. | But seas between us braid hae roar'd sin' auld lang syne.       | だが古き昔より二人を隔てた荒海は広かった。                             |
| 4. | (CHORUS)                                                        | （コーラス）                                                           |
| 5. | And there's a hand my trusty fiere !                            | いまここに、我が親友の手がある。                                       |
| 5. | And gies a hand o' thine !                                      | いまここに、我らは手をとる。                                           |
| 5. | And we'll tak a right gude-willie waught,                       | いま我らは、良き友情の杯を飲み干すのだ。                               |
| 5. | for auld lang syne.                                             | 古き昔のために。                                                       |
| 5. | (CHORUS)                                                        | （コーラス）                                                           |

## 各国での使用例
「オールド・ラング・サイン」のメロディは、スコットランドだけでなく、その他の国にも浸透している。

### 日本
日本では古くより独自性の高い訳詞が付けられ、別れの曲「蛍の光」として知られ、卒業式などで歌われることが多い。なお、多くの公共施設や商業施設において、閉館・閉店直前のBGMとして流されるという認識が多い「蛍の光」だが、実際は原曲のオールド・ラング・サインを3拍子に編曲した「別れのワルツ」であることが多い。なお、「別れのワルツ」という名称自体の知名度が低いため、一般には「蛍の光」として認識される傾向にある。

### 韓国
大韓民国の国歌「愛国歌」は、かつては 「オールド・ラング・サイン」のメロディーにのせて歌われていた。1948年の李承晩大統領による大統領令によって、安益泰が1935年に作曲した管弦楽曲『韓国幻想曲』の終曲を国歌のメロディーに制定するまで「オールド・ラング・サイン」のメロディーが使われつづけた。
現在の韓国でも卒業式の定番曲となっているが、その歌詞は卒業式に特化したものであるため、卒業式以外で演奏されたり歌われたりすることはない。

### その他
- イギリスやアメリカ合衆国など英語圏の国々では、大晦日のカウントダウンで年が明けた瞬間に歌われる。中華民国や香港では卒業式・葬儀で、フィリピンでは新年と卒業式の両方で歌われる。
- 2020年1月29日、欧州議会はイギリスの欧州連合離脱案を正式承認後、欧州議会議員は「Auld Lang syne」を歌った[7]。イギリスの脚本家・テレビ司会者であるエマ・ケネディは、「私たち（イギリス）がこれからも順調に進むことを願う」ために歌われたと述べた[8]。一方、スコットランド国民党のアリン・スミスは、「スコットランドが（欧州議会に）戻って来ます」と述べた[9]。スコットランド国歌に準じる本曲が歌われた意味を、暗にスコットランドが（イギリスから独立して）欧州連合に再加盟する前提で解釈したものである[10][注 3]。
- 世界の各地に住むスコットランド系の人たちは、スコットランドの「最愛の息子」であるロバート・バーンズの誕生日（1月25日）を祝う「バーンズ・ナイト」を持つ習慣があり、その集会の最後に「オールド・ラング・サイン」を歌う[11]。
- モルディブでは一時、国歌「国家敬礼」のメロディとして使われていた。この国歌のメロディは1972年に変更されている。
- 台湾や香港では、葬儀のように悲しい別れの時でも歌われることもある。
- 賛美歌「めさめよ我が霊」のメロディは「オールド・ラング・サイン」である。ただし、この歌は最新の賛美歌集からは消えている。
- ジョン・フィリップ・スーザ作曲の行進曲「名誉の砲兵隊」は中間部で「オールド・ラング・サイン」を引用している。このためこの曲は日本では「蛍の光行進曲」と呼ばれることもある。

## アイ・アンダースタンド
1954年、ザ・フォー・チューンズのメンバー、パット・ベストが、オールド・ラング・サインのメロディーを基調として、また歌詞を新たに作って「アイ・アンダースタンド」を作曲、そのままザ・フォー・チューンズのシングルとしてリリースされた。すぐにジューン・ヴァリがカバーする。1960年にジミー・ジャスティスもカバーする。
1961年に、ザ・ジー・クレフスが、メインの歌詞のバックにオールド・ラング・サインを歌うスタイルでカバーし、9位を記録。フレディ&ザ・ドリーマーズ、ハーマンズ・ハーミッツ、日本のザ・タイガースもカバーした。

## 別れのワルツ
日本では、多くの公共施設や商業施設において、閉館・閉店直前のBGMとして流されるという認識が多い「蛍の光」だが、実際は「蛍の光」の原曲（オールド・ラング・サイン）を3拍子に編曲した「別れのワルツ」であることが多い。
この3拍子バージョンの初出は、MGM映画の『哀愁』（1940年制作）で主役の2人がクラブで踊るシーンだった（レストラン閉店前の最終伴奏曲として流れたため、後に閉店時の曲として定着したと思われる）。この映画が日本で公開されたのは1949年で、映画とともに音楽も強い印象を与えた。そこでコロムビアレコードはこの曲（'Farewell Waltz'と呼ばれている）をレコード化しようとしたが、音源がなかったため、古関裕而に採譜と編曲を依頼。古関はこの仕事を完遂し、「別れのワルツ」のタイトルで日本でレコード化され、大ヒットした。なおこの際、「編曲：ユージン・コスマン（EUGENE COSSMANN）　演奏：ユージン・コスマン管弦楽団」とレコードに表記されていた上、洋楽規格のレコードで発売されたため、人々はこれを外国録音の演奏だと思い込んでいた。実際には「ユージン・コスマン」なる人物は存在せず、「古関裕而」の名前をもじったものである。
ユージン・コスマン管弦楽団の「別れのワルツ」は日本におけるクリスマス・レコードの定番として大ヒットし、1953年までに累計29万枚、1953年のクリスマスセールで10万4000枚を販売している。
4拍子の「オールド・ラング・サイン」を甘美なワルツ風にアレンジしたところが好まれ、今日にいたるも閉館・閉店時の音楽の定番である。USENなどの有線ラジオ放送や業務用音楽配信サービスにおいて、古関裕而編曲の「別れのワルツ」が配信されており、これを用いて閉館・閉店時間直前のBGMとして放送することも多い。このUSEN配信の「別れのワルツ」には曲だけのものと、退館・退店を促すアナウンスが収録されたものが存在し、商業施設では主に後者が用いられる。
日本の歌手ザ・ピーナッツは、「別れのワルツ」に「蛍の光」の歌詞をつけて歌った。2004年発売のCD-BOX『ザ・ピーナッツ メモリーズBOX』に収録。
また、ウィンナ・ワルツ指揮者として膨大な録音を残したローベルト・シュトルツがベルリン交響楽団を指揮してドイツ圏以外のワルツを集めたアルバム「世界のワルツ」にも含まれ、ラストを飾った。

## 著名な録音
- ケニー・Gはアルバム Faith（1999年）で、「ミレニアムバージョン」と称して演奏している。
- ルーツがスコットランドのロッド・スチュワートはアルバム メリー・クリスマス、ベイビー (2012年）で演奏している。

## 扱われた番組
2020年12月18日のEテレの番組、「らららクラシック」で取り上げられた。「別れのワルツ」などへの派生も詳しく解説された。

## オールド・ラング・サインが登場する作品
- アメリカ映画「哀愁」で主人公とヒロインが別れの前の最後の食事を社交ダンスのできるレストランでしている時に閉店前に最終伴奏曲が別れのワルツとして流れる。
- アメリカの国民的クリスマス映画である「素晴らしき哉、人生！」の終盤に主人公の危機を救うために寄付をしに集まった友人達が合唱する。
- 映画「ポセイドン・アドベンチャー」では乗客がホールで新年を祝って合唱している最中に事故が発生する。

## 関連文献
大日方純夫著『唱歌「蛍の光」と帝国日本』〈歴史文化ライブラリー 558〉、吉川弘文館、2022年10月、ISBN 9784642059589